# عمرو جنیات
عمرو جنیات (عربی: عمرو جنيات؛ زادهٔ ۱۵ ژانویهٔ ۱۹۹۳) بازیکن فوتبال اهل سوریه است.
از باشگاه‌هایی که در آن بازی کرده‌است می‌توان به باشگاه فوتبال الکرامه و باشگاه ورزشی المحافظه اشاره کرد.
وی همچنین در تیم‌های ملی فوتبال زیر ۲۰ سال سوریه، زیر ۲۳ سال سوریه، و سوریه بازی کرده‌است.